# Funk
Funk — німецький сервіс відео на замовлення, яким керують громадські мовники ARD і ZDF. SWR регіональний член ARD, відповідає за обслуговування.  Funk позиціонує себе як «контент-мережа». Його цільова аудиторія — це люди віком від 14 до 29 років.

## Історія
У 2011 році директор SWR, Пітер Будгоуст, виступав за представлення громадських послуг для цільової аудиторії.  27 листопада 2012 року SWR висловила бажання об'єднати EinsPlus із ZDFkultur. Нова станція, створена в результаті цього злиття, об'єднанала б ARD і ZDF і в першу чергу була б орієнтована на молоду аудиторію. ZDF висловила обережність, зазначивши, що для цього потрібне рішення політиків. Втім, ZDF раніше вже робила подібну заяву і не виключала, наприклад, припинення діяльності ZDFkultur на користь спільного молодіжного каналу.

## Про сервіс
Фанк орієнтований на людей віком від 14 до 29 років, які рідко мають доступ до традиційних ЗМІ, що використовуються для суспільного мовлення. Дві третини фінансування проєкту забезпечує ARD і одну третину — ZDF.
Funk створює понад 70 програм для платформ соціальних медіа, таких як YouTube, Facebook, Twitter, Instagram, TikTok, Spotify, Snapchat і вебдодаток funk.net, а також публікує браузерні ігри, такі як Bundesfighter II Turbo. Вони розповсюджуються на власних каналах або акаунтах. Програми зосереджені на інформації та розвагах.  Крім того, деякі серії розповсюджуються за ліцензією, іноді в оригінальній англійській версії. Програми виробляються різними приватними продакшн-компаніями, власними продюсерськими компаніями компанії або самими мовниками.
Фанк-мережа регулюється Міждержавною угодою про телерадіомовлення. Це включає перегляд усіх трансляцій принаймні кожні шість місяців.